# Mihai Viteazu (Cluj)
Mihai Viteazu ist eine Gemeinde im Kreis Cluj in der Region Siebenbürgen in Rumänien.

## Geographische Lage

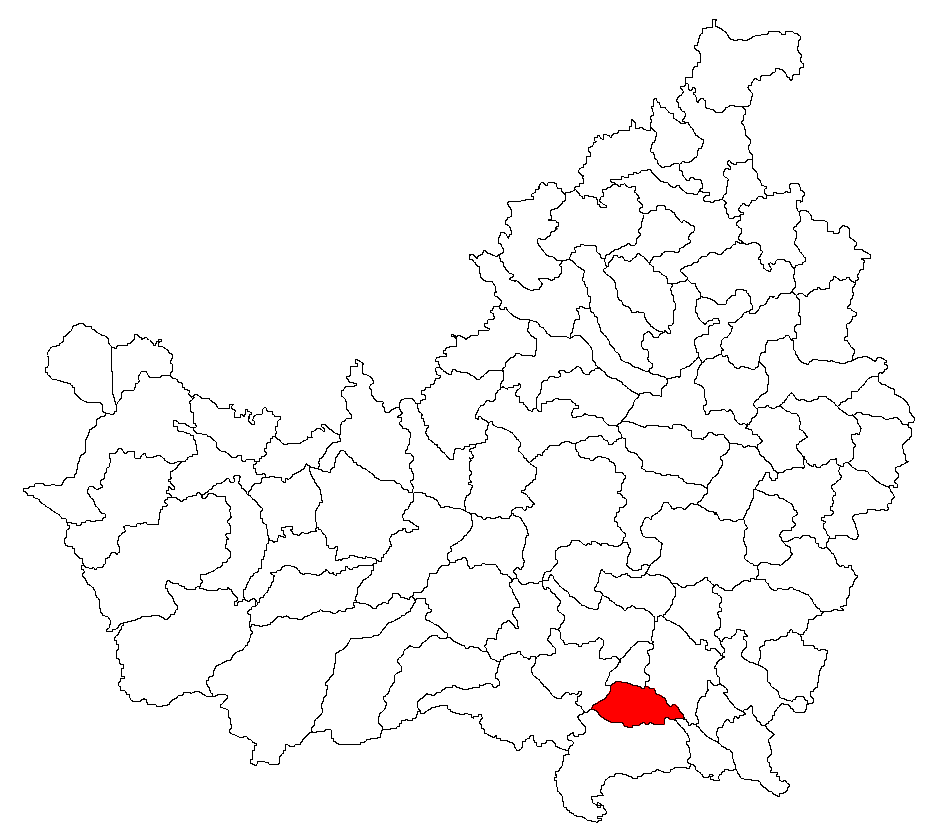
Lage von Mihai Viteazu im Kreis Cluj

Die Gemeinde Mihai Viteazu liegt im Westen vom Siebenbürgischen Becken nordöstlich des Trascău-Gebirges (Munții Trascăului) im historischen Komitat Torda-Aranyos. Der Ort liegt am Fluss Arieș und an der Nationalstraße DN 75 dreieinhalb Kilometer südwestlich von Turda (Thorenburg), die Kreishauptstadt Cluj-Napoca (Klausenburg) befindet sich etwa 35 Kilometer nördlich.
Die rumänische Autobahn A3 oder auch Autostrada Transilvania genannt, verläuft hier am Ostrand des Gemeindezentrums.

## Geschichte
Der ursprünglich aus zwei Ortschaften – dem östlichen Sânmihaiu de Jos (ungarisch Alsószentmihályfalva oder A: Sz: Mihályfalva.) und dem westlichen Sânmihaiu de Sus (Felsőszentmihályfalva oder F: Sz: Mihályfalva) – bestehende Ort Mihai Viteazu wurde erstmals 1291 urkundlich erwähnt. Archäologische Funde – bei von den Einheimischen Bodocul de Mijloc (Középbodok) genannten Areal – deuten auf eine Besiedlung der Region bis in die Jungsteinzeit zurück. Auf dem Areal des heutigen Kulturzentrums in Mihai Viteazu (ehemals Anwesen Wolff) wurden nach Angaben von B. Orbán, I. Téglás und Ion I. Russu u. a. zahlreiche Funde gemacht, welche auf Behausungen der Römerzeit deuten.
Zahlreiche archäologische Funde wurden am linken Ufer des Arieș auf dem Areal des eingemeindeten Dorfes Cheia (Méskő) und auch am linken Ufer des Baches Hășdate auf dem Areal des eingemeindeten Dorfes Cornești (Sinfalva) gemacht. Letztere sind in zahlreichen Museen Rumäniens und auch in Ungarn zu sehen.
Im Königreich Ungarn gehörte die heutige Gemeinde dem Stuhlbezirk Torda im Komitat Torda-Aranyos, anschließend dem historischen Kreis Turda und ab 1950 dem heutigen Kreis Cluj.

## Bevölkerung
1850 lebten auf dem Gebiet der heutigen Gemeinde 3229 Menschen. 1489 waren Rumänen, 1587 waren Magyaren, 149 waren Roma und zwei waren Deutsche. Die größte Bevölkerungszahl (6043) wurde 1977 ermittelt. Die höchste Anzahl der Rumänen (4094) wurde 2002, die der Magyaren (2434) und die der Roma (219) wurde 1930, die der Rumäniendeutschen (9) 1941 und 1966 registriert. Des Weiteren wurden auf dem Gebiet der Gemeinde auch Ukrainer, Serben und Slowaken registriert. Die Volkszählung 2011 ergab in der Gemeinde eine Bevölkerungszahl von 5423 Einwohnern. Davon waren 3864 Rumänen, 1314 Ungarn, 81 Roma, drei Deutsche, drei Italiener, die übrigen wurden ohne ethnische Angaben registriert.

## Sehenswürdigkeiten
- In Mihai Viteazu die reformierte Kirche 1674 bis 1684, die unitarische Kirche im 18. Jahrhundert und die römisch-katholische Kirche im 19. Jahrhundert errichtet, stehen unter Denkmalschutz.[6]
- In den eingemeindeten Dörfern Cheia die unitarische Kirche im 18. Jahrhundert errichtet,[10] und in Cornești die römisch-katholische Kirche Sf. Emilia 1774 errichtet,[11] stehen unter Denkmalschutz.[6]

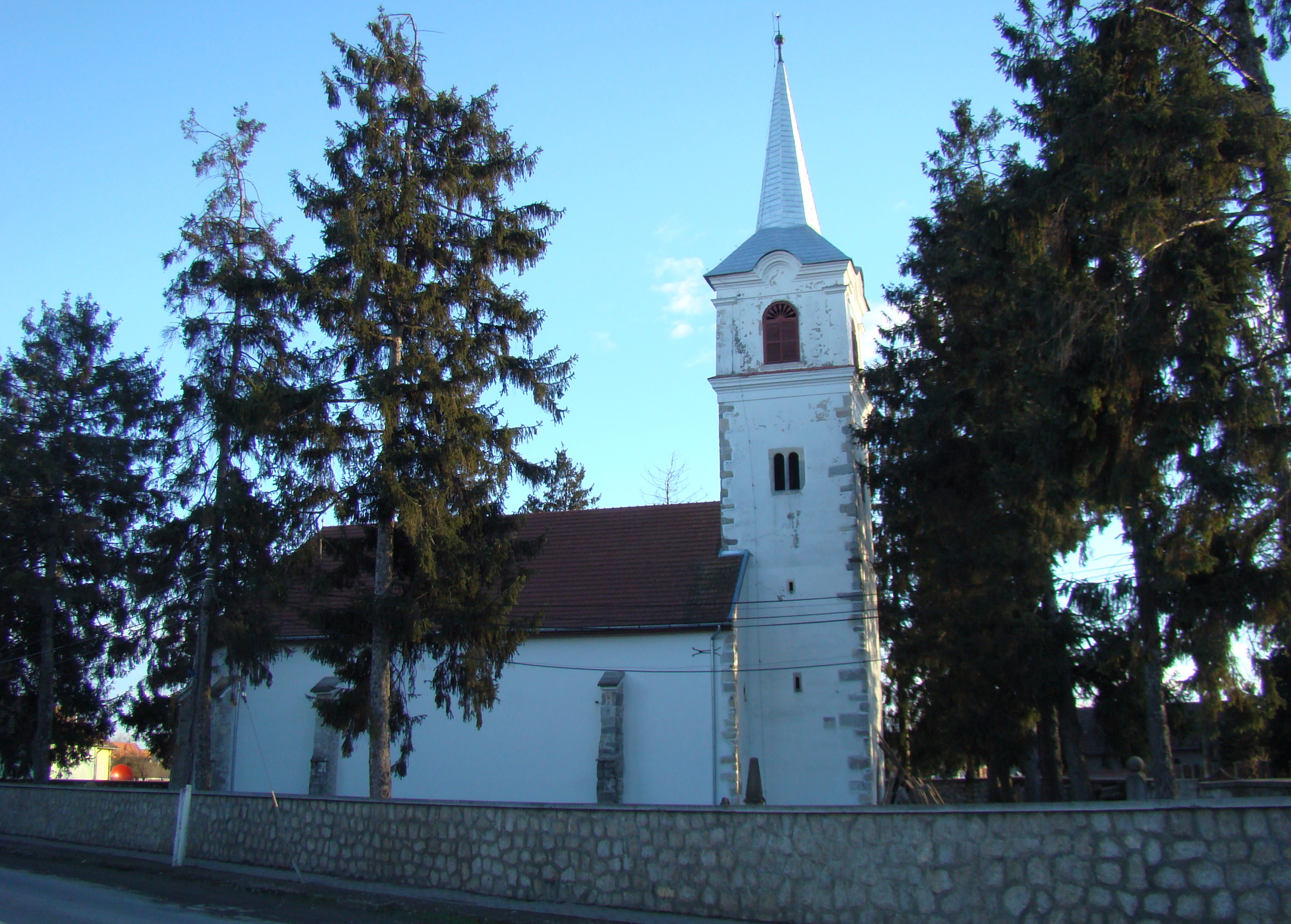
In Mihai Viteazu die reformierte Kirche
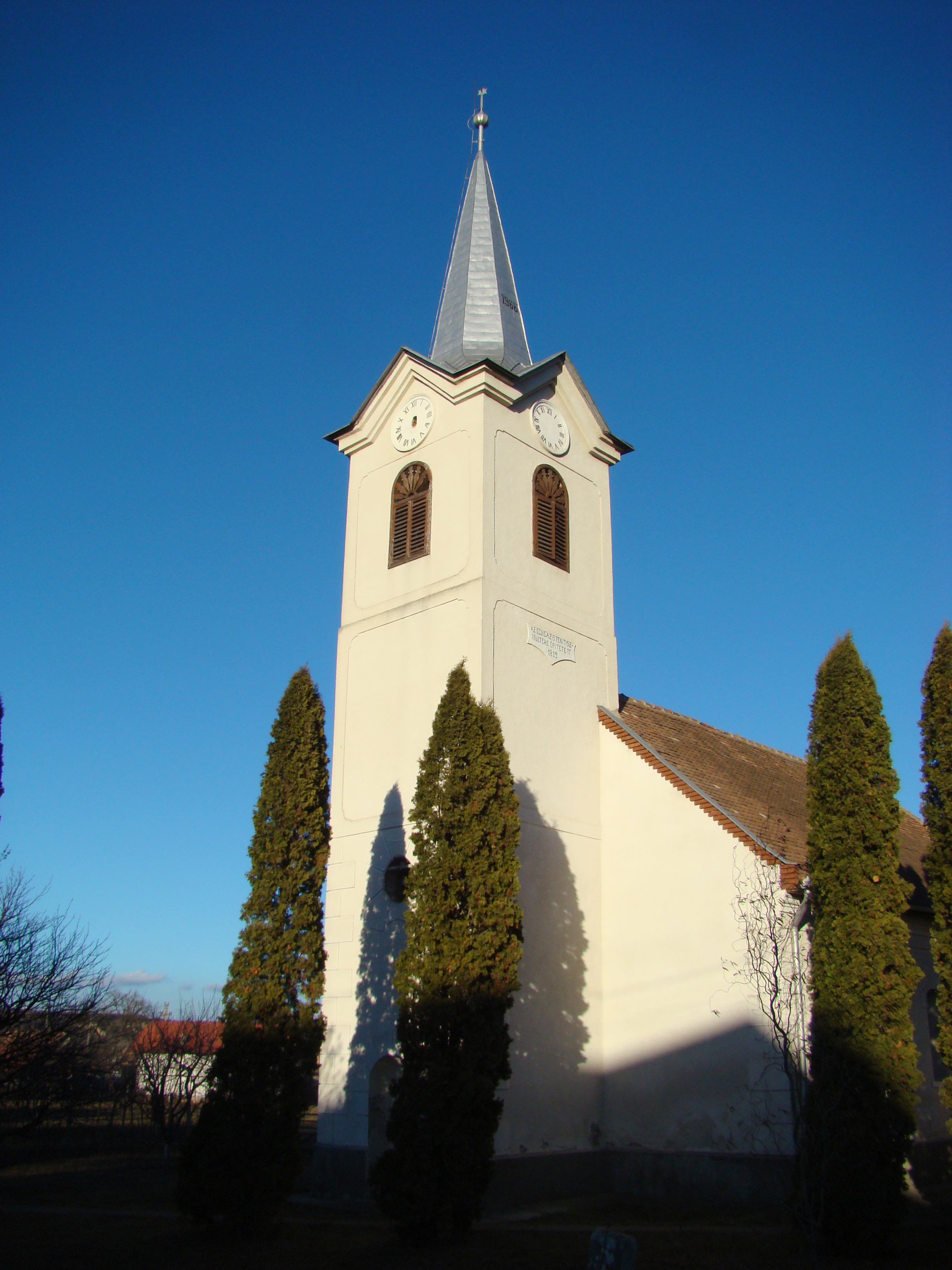
… die Unitarierkirche,
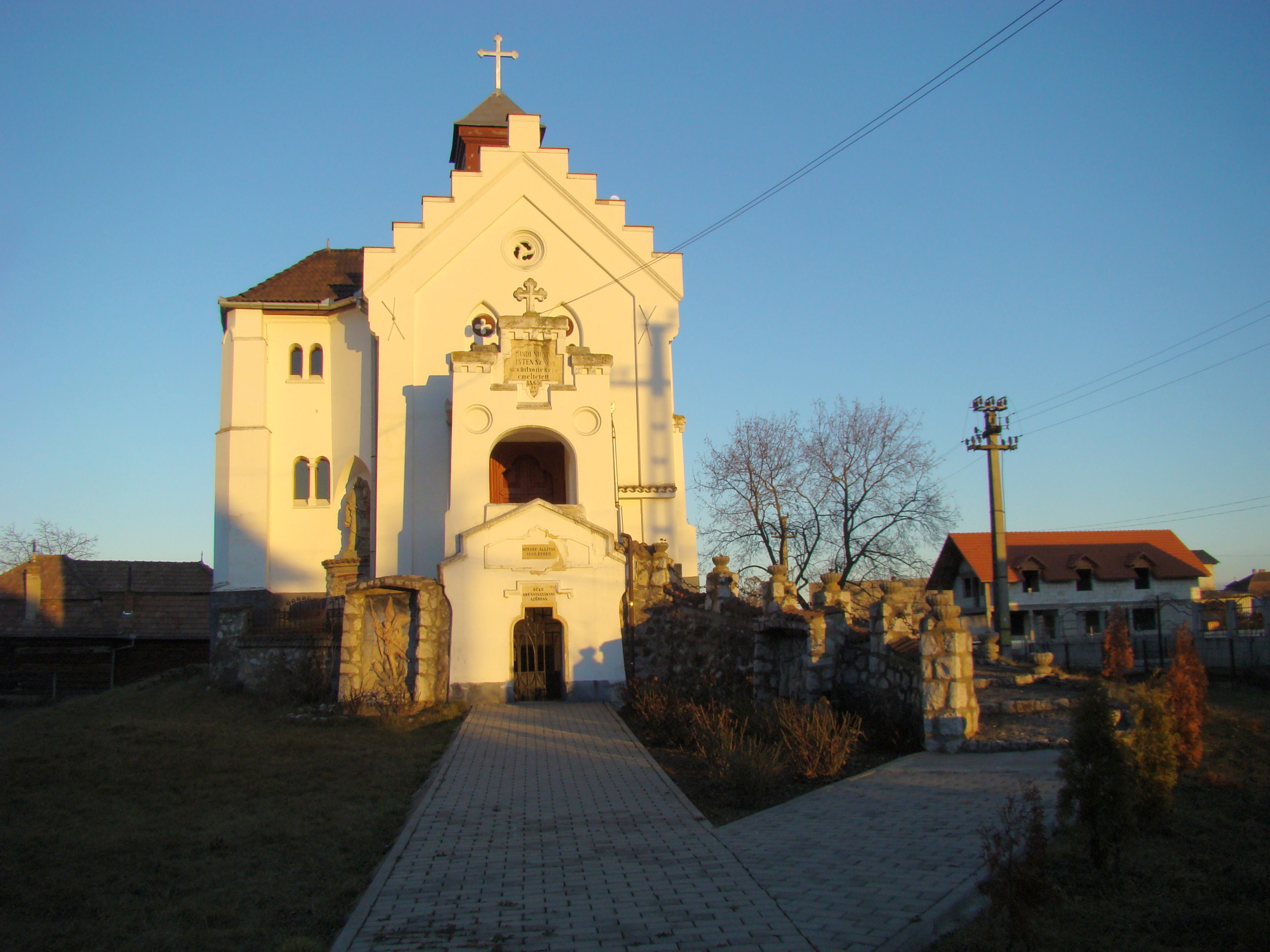
… die römisch-katholische Kirche,
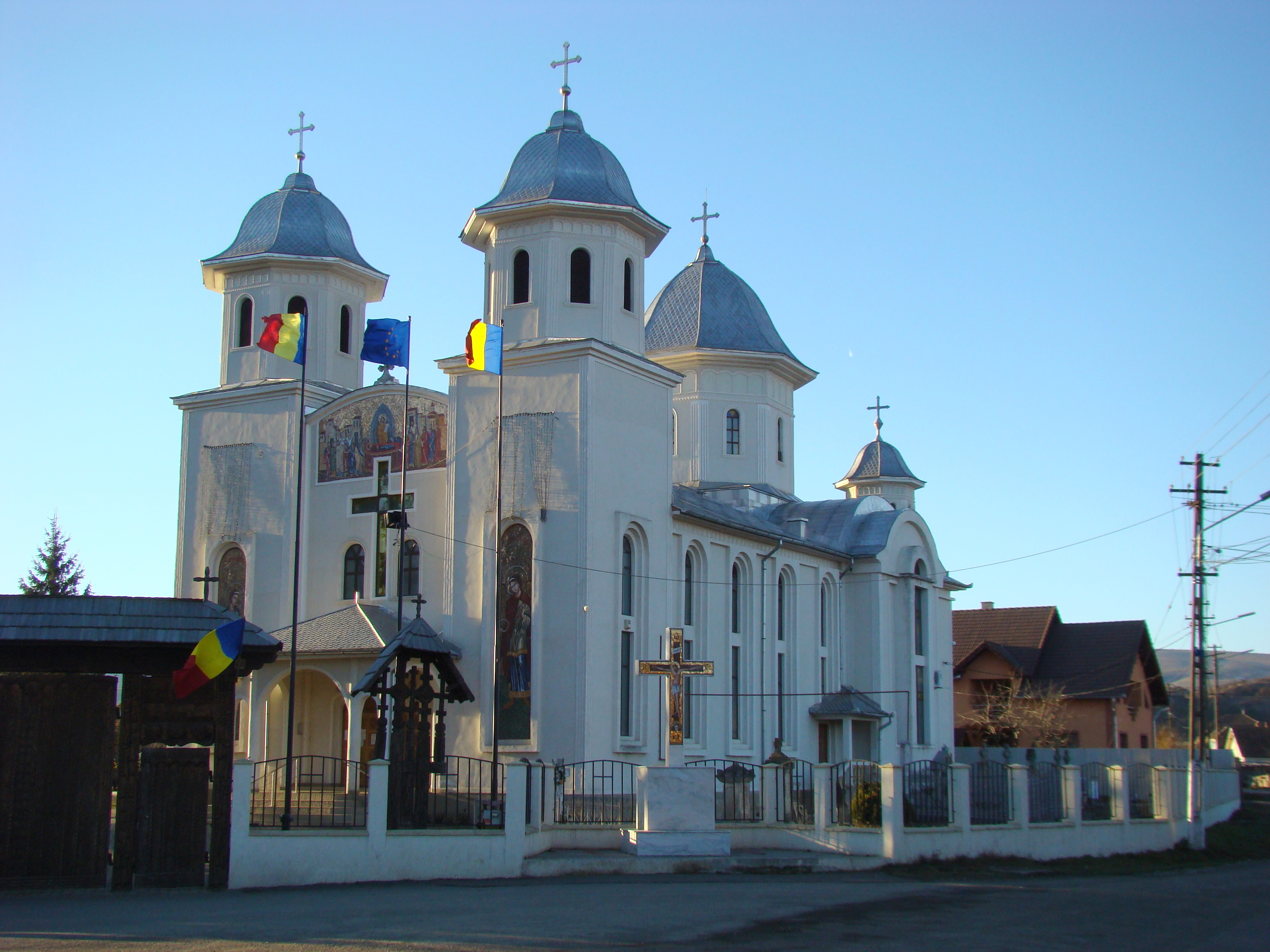
… und die Adormirea Maicii Domnului Kirche

## Persönlichkeiten
- Oliviu Gherman (* 1930), Physiker und Politiker[12][13]